# 勒斯米雷什蒂鄉
43°59′N 25°33′E / 43.983°N 25.550°E
勒斯米雷什蒂鄉（羅馬尼亞語：Comuna Răsmirești, Teleorman），是羅馬尼亞的鄉份，位於該國南部，由特列奧爾曼縣負責管轄，面積32平方公里，海拔高度86米，2007年人口897，人口密度每平方公里28人。